# リロ&スティッチ (2025年の映画)
『リロ＆スティッチ』（リロ・アンド・スティッチ、原題: Lilo & Stitch）は、2025年のアメリカ合衆国のSF・コメディ映画。ウォルト・ディズニー・ピクチャーズとライドバックが製作し、ウォルト・ディズニー・スタジオ・モーション・ピクチャーズが配給した。ディーン・フライシャー・キャンプが監督を務め、2002年のウォルト・ディズニー・アニメーション・スタジオによる同名のアニメ映画を実写とアニメーションのハイブリッド形式でリメイクした作品であり、一部にはその続編やテレビシリーズの要素も取り入れられている。

## 概要
リロ・ペレカイ役はマイア・ケアロハが初主演として務め、オリジナル版で脚本・監督を担当したクリス・サンダースがスティッチの声を再び担当している。共演には、シドニー・エリザベス・アグドン、ビリー・マグヌッセン、ハンナ・ワディンガム、コートニー・B・ヴァンス、ザック・ガリフィアナキスのほか、ティア・カレル、エイミー・ヒル、ジェイソン・スコット・リーといったオリジナルキャストも異なる役柄で登場している。
本作の実写リメイク企画は2018年10月に始動し、脚本はマイク・ヴァン・ワース、製作はダン・リンとジョナサン・アイリックが担当した。2020年11月にはジョン・M・チュウが監督として交渉中と報じられたが、ヴァン・ワースはクレジットには残るもののプロジェクトから離脱した。2022年7月には、ディーン・フライシャー・キャンプが監督、クリス・ケカニオカラニ・ブライトが新たな脚本家として発表され、2022年11月から2023年6月にかけてキャスティングが行われた。主要撮影は2023年4月から7月、および2024年2月から3月にかけて実施された。音楽はダン・ローマーが作曲し、視覚効果はインダストリアル・ライト＆マジックが手がけた。
映画は2025年5月17日にロサンゼルスのエル・キャピタン劇場でプレミア上映され、5月23日にアメリカ合衆国で一般公開された。批評家からは賛否両論から概ね好意的な評価を受け、メモリアルデー週末に多数の興行記録を更新した。世界興行収入は7億7,580万ドルを記録し、2025年に公開された映画の中で第3位の興行成績となった。日本では同年6月6日にウォルト・ディズニー・ジャパンによって公開された。

## ストーリー
惑星トゥーロでは、ジャンバ・ジュキーバ博士が高度な学習能力を持ち、凶暴かつほぼ不死身の生物「試作品626号」を違法に遺伝子操作で創造した罪により、銀河連邦によって有罪判決を受け、投獄される。626号は破壊的な行動を理由に追放されるが、護送中に警察用宇宙船を盗んで脱走し、ハイパードライブを使って地球へと逃亡。ハワイ・カウアイ島に墜落する。銀河連邦議長はジャンバに626号の捕獲を命じ、地球の専門家とされるエージェント・プリークリーとコンビを組ませる。626号は結婚式の披露宴会場付近に墜落し、観光トロリーにひかれた後、動物保護施設に収容される。
一方、ハワイの少女リロ・ペレカイは、姉ナニが迎えに来なかったことに苛立ち、フラダンス教室でいじめっ子のマートルを突き飛ばして退学処分となる。家庭訪問に来た福祉局員のケコアは、ナニの育児能力に問題があると判断し、1週間以内に状況を改善するよう通告する。
翌日、リロが「友達が欲しい」と話すのを聞いた近所のトゥトゥは、リロを動物保護施設に連れていく。626号は追っ手のジャンバとプリークリーに気づき、犬のふりをしてリロに保護される。ナニは友人のデイヴィッド・カウェナとともに、リロと626号を自分の職場であるリゾートのルアウショーに連れていく。626号に車のシートを破られたナニが「ステッチで縫わなきゃ」とぼやいたことから、リロは彼を「スティッチ」と名付ける。リゾートでは楽しいひとときを過ごすが、スティッチが起こした火事が原因でナニは解雇される。
その後、ナニは再びケコアと、表向きは福祉職員として働きながらもCIAエージェントであるコブラ・バブルスの訪問を受ける。ケコアはナニに即座に再就職するよう求めるが、リロとスティッチの騒動が原因で面接に失敗する。リロはナニがサーフィンインストラクターとして採用される手助けをし、初勤務後に一家で海を楽しむ。しかし、ジャンバとプリークリーがジェットスキーでスティッチを捕まえようとして失敗し、一家とスティッチは波にのまれて転倒、リロは溺れかける。
リロの回復後、ケコアはナニに、リロの保険費用は州が負担すると伝える代わりに、親権を放棄するよう提案する。ナニは渋々同意し、姉妹は最後の夜を共に過ごす。スティッチは自らの行動を反省し、ひとりで動物保護施設に戻る。その頃、ジャンバの失敗に業を煮やした議長は、彼との契約を破棄し、プリークリーにジャンバを再逮捕するよう命じる。ジャンバは命令に反し、単独でスティッチの捕獲に乗り出す。
翌朝、ケコアとバブルスがリロの不在に気づき、ナニと共に捜索を始める。リロはスティッチを保護施設で見つけるが、そこにジャンバが現れ追跡を開始。2人はペレカイ家に逃げ込み、ジャンバとの戦いの中で家は破壊される。ジャンバは、スティッチが自らの身を守るためにリロを利用していたことを明かし、スティッチは罪悪感から自らを差し出す。
ジャンバはポータルガンを使ってスティッチを宇宙船に連れ込み、感情をリセットしようとするが、リロがこっそり船に乗り込みスティッチを解放。ジャンバを船外に放出し、船は海に墜落。スティッチはリロを助けるが、自力では浮上できず溺れてしまう。
ナニとデイヴィッドがリロを救出するが、リロはスティッチを見捨てようとせず、ナニが海底に沈んだスティッチを引き上げる。浜辺にたどり着くもスティッチは反応せず、バブルスがプリークリーを連れて合流した直後、デイヴィッドがスティッチの肺を蘇生させ、命を救う。
間もなく議長が到着し、ジャンバを再逮捕。スティッチの更生を認め、地球での追放生活を許可する。プリークリーはペレカイ家に同居し、監視役として残ることになる。
ペレカイ家とスティッチは再び平穏な生活を取り戻し、ケコアはナニに対し、親権をデイヴィッドとトゥトゥに譲渡することでリロと共にいられるようにすることを提案。家は修理され、一家は「オハナ（家族）」としての絆を深めていく。ナニはリロの応援を受けてカリフォルニア大学サンディエゴ校で海洋生物学を学び始め、ジャンバのポータルガンを使ってカウアイ島のリロとスティッチの元を頻繁に訪れるようになる。

## 登場人物
リロ・ペレカイ（Lilo Pelekai）
演 - マイア・ケアロハ、日本語吹替 - 永尾柚乃
主人公。フラダンス、サーフィン、動物、そして「気持ち悪いものすべて」が大好きな、想像力豊かで反抗的かつ衝動的な性格の6歳のハワイ先住民の少女。こうした性格のために問題を起こすことも多く、同級生たちからは「変わり者」と見なされている。
オリジナル映画では両親の死が比較的最近の出来事として描かれていたが、本作では両親が「数年前」に亡くなった設定となり、リロは「楽観的で陽気な性格」でその悲しみを隠している。
スティッチ（Stitch）
声 - クリス・サンダース、日本語吹替 - 山寺宏一、一部原語版流用
青いコアラのような外見を持つ違法な遺伝子改造生物「試作品626号」で、リロに「犬」として飼われる。破天荒で衝動的かつ異常な怪力を持ち、あらゆるものを破壊しようとする「毛むくじゃらでブサかわいい破壊球」と表現されている。サンダースはオリジナルアニメ版でキャラクターを創造・演出し、同役の声を再び担当しており、日本語吹替版においても原語版音声が流用された箇所が存在する。
ナニ・ペレカイ（Nani Pelekai）
演 - シドニー・アグドン、日本語吹替 - MOMONA（ME:I）
リロの18歳の姉で法的保護者。両親を亡くした後、若くして妹の世話を一手に引き受けている。頭が良く努力家、運動能力にも優れ、海洋生物学に関する職に就くことを夢見ているが、学業・仕事・育児を同時に担う状況は過酷であり、リロとの暮らしは常に綱渡りの状態にある。児童福祉局の介入によって、リロと離れ離れになる危機に直面している。
ジャンバ・ジュキーバ博士（Dr. Jumba Jookiba）
演 - ザック・ガリフィアナキス、日本語吹替 - 長谷川忍（シソンヌ）
違法な遺伝子実験でスティッチを作り出した自称「悪の天才科学者」。スティッチを捕えるために地球に派遣される。人間に変装した姿も本人が演じている。
ウエンディ・プリークリー（Agent Pleakley）
演 - ビリー・マグヌッセン、日本語吹替 - 三ツ矢雄二
銀河連邦に属するエージェントで、地球に関する“専門家”としてジャンバの監視とスティッチの捕獲任務に就く。人間に変装した姿も同じく演じている。
コブラ・バブルス（Cobra Bubbles）
演 - コートニー・B・ヴァンス、日本語吹替 - 手塚秀彰
ペレカイ家の福祉を担当する社会福祉士。正体はCIAのエージェントであり、リロたちが保健所から引き取ったスティッチの監視の任務に当たっている。
議長（Grand Councilwoman）
声 - ハンナ・ワディンガム、日本語吹替 - 深見梨加
銀色の肌を持つエイリアンで、連邦評議会の指導者。スティッチの逃走を受けてジャンバとプリークリーに捕獲命令を出す。
デイヴィッド・カウェナ（David Kawena）
演 - カイポ・デュドイト、日本語吹替 - 中村海人（Travis Japan）
ファイヤーナイフダンスを披露するライフガードで、リロとナニの忠実な友人かつ隣人。ナニとともにルアウショーで働いており、そこでファイヤーナイフダンスを披露する。
ケコア（Mrs. Kekoa）
演 - ティア・カレル、日本語吹替 - 五十嵐麗
55歳のAANHPI（アジア系アメリカ人・ハワイ先住民・太平洋諸島系）の社会福祉士で、ペレカイ家を定期的に訪問している女性。カレルはアニメ版でナニの声を担当していた。
トゥトゥ（Tūtū）
演 - エイミー・ヒル、日本語吹替 - 渡辺えり
ペレカイ家の長年の隣人で、デイヴィッドの祖母にあたる70代のハワイ先住民女性。幼少期から見てきたナニとリロをいつも気にかけている。地元のピジン英語で話す温かく機知に富んだ人物として描かれる。本作オリジナルのキャラクターで、ヒルはアニメ版および『リロ・アンド・スティッチ ザ・シリーズ』ではハセガワ・リンの声を担当していた。「トゥトゥ（Tūtū）」はハワイ語で祖父母を意味する言葉として一般的に使われる。
ルアウマネージャー（lūʻau manager）
演 - ジェイソン・スコット・リー、日本語吹替 - 根本泰彦
ナニとデイヴィッドの勤務先であるルアウショーの責任者。リーはアニメ映画および『リロ・アンド・スティッチ 2』でデイヴィッド役を務めた。
アイスクリーム・マン（Icecream man）
演 - デヴィッド・ヘキリ・ケヌイ・ベル
アイスクリームを片手に持った男性。アニメ版同様、ジャンバ、プリークリーのようなエイリアンや宇宙船を目撃しては驚きの余りアイスを落とす。デヴィッドは映画公開より間もない2025年6月12日に死去。

## 制作

### 制作
2018年10月3日、ウォルト・ディズニー・ピクチャーズが2002年のアニメーション映画『リロ＆スティッチ』の実写とCGアニメーションのハイブリッド形式によるリメイク作品の企画を進めていることが発表された。脚本はマイク・ヴァン・ワースが担当し、製作にはダン・リンとジョナサン・アイリック、共同製作にはライアン・ハルプリンが加わると報じられた。
同年10月24日、ヴァン・ワースが脚本執筆に着手したことを明かした。2020年11月13日には、ジョン・M・チュウが監督として交渉中であると報じられた一方、ヴァン・ワースはプロジェクトを離れたとされ、スタジオ側は脚本の書き直しを行う新たな脚本家を探していた。しかしチュウは別の仕事の都合により最終的に監督を務めることはなかった。
2022年7月14日、Deadline Hollywoodは、ディーン・フライシャー・キャンプが監督に選ばれ、クリス・ケカニオカラニ・ブライトが脚本の改稿に向けて交渉中であると報じた。その後、2023年2月にブライトが正式に脚本を担当することが確認された。Deadlineによる発表の翌日、ヴァン・ワースはその記事の投稿に引用リツイートで反応し、フライシャー・キャンプとブライトを制作陣に迎える旨の歓迎コメントを投稿。このことからヴァン・ワースも依然としてプロジェクトに関与している可能性が示唆され、後にアメリカ脚本家組合西部支部（WGAW）により、ブライトとヴァン・ワースの両名が本作の脚本家としてクレジットされることが確認された。
本作の仮タイトルは『Bad Dog（悪い犬）』で、これはスティッチが「犬」として誤認され、リロに引き取られる設定に由来する。また、本作のために設立された新たな製作会社は、スティッチの外見的特徴にちなみ「Blue Koala Pictures, Inc.」と名付けられた。

### キャスティング
本作の開発が発表されて以来、オリジナル版で共同脚本・共同監督を務めたクリス・サンダースが、スティッチ役の声優として再起用されるのではないかと推測されていた。2022年9月のインタビューでサンダースは、当時ディズニー側からオファーは来ていなかったが、再演には前向きであると述べていた。
2022年11月には、本作のキャスティング・コールが出されていたことが報じられた。11月22日にはアジア太平洋系エンターテインメント連盟がTwitter上でその内容を共有した。
2023年2月、ザック・ガリフィアナキスの出演が発表され、当初は役名が明かされなかった。TheWrapは彼がプリークリー役を演じると報じたが、翌4月にThe Hollywood Reporterは、ガリフィアナキスがジャンバ・ジュキーバ博士役に正式に決定したと報じたた。3月下旬には、マイア・ケアロハが主人公リロ・ペレカイ役に起用された。
2023年4月には、ビリー・マグヌッセンがプリークリー役（声）に、シドニー・アグドンがナニ・ペレカイ役に配役された。その後、カヒアウ・マチャドがデイヴィッド・カヴェナ役、コートニー・B・ヴァンスがコブラ・バブルス役にそれぞれ起用された。なお、バブルスは初期報道では登場しないとの臆測もあった。ティア・カレルとエイミー・ヒルは、アニメ版および『リロ・アンド・スティッチ ザ・シリーズ』で声を担当した経験があり、本作では新たな役柄で出演することになった。また、クリス・サンダースもスティッチ役の声優としての復帰に向けて最終交渉段階に入ったと報じられた。
サンダースは最終的に本作の後期制作段階で、1回約4時間のセッションを5回行ってスティッチの声を再録した。2025年2月のインタビューでは「スティッチの声を長時間維持するのは非常に大変」と語っている。
アグドンとマチャドのキャスティングは、発表直後にSNS上で物議を醸し、アニメ版のキャラクターよりも肌の色が明るいことを理由に「カラーリズム（肌色差別）」や「ホワイトウォッシング（白人化）」の批判が起こった。シドニー・アグドンはカウアイ島出身で、母親が白人、父親がフィリピン系とハワイ先住民の混血である。彼女のInstagramアカウントには、役を受けたことへの批判コメントが寄せられた。
その後、マチャドがSpotifyおよびInstagramにて過去に人種差別的スラングを使用していたことが発覚し、ディズニーは彼を降板させ、代役としてカイポ・ドゥドイトを起用した。マチャドは2023年4月27日、自身のInstagramを通じて過去の発言について謝罪を行った。
2023年6月、オリジナル版および『リロ・アンド・スティッチ 2』でデイヴィッド・カヴェナ役を演じたジェイソン・スコット・リーが、ポッドキャスト番組『Kyle Meredith With…』に出演し、本作にてナニとデイヴィッドの勤務先であるルアウ会場のマネージャー役としてカメオ出演していることを明かした。
2025年5月には、オリジナル版で主要な敵役だった銀河連邦艦隊の腐敗したガントゥが本作では登場しないことが明らかになった。公開直後にフライシャー・キャンプ監督とプロデューサーのアイリックは『エンターテインメント・ウィークリー』にて、ガントゥは初期脚本には含まれていたが、フライシャー・キャンプの提案により登場が見送られ、敵役はジャンバに変更されたと説明している。監督は、オリジナル版でガントゥが地球に登場した時点で「より典型的な物語」になっていたと述べ、本作ではスティッチにとって「父親的だが無責任な存在」であるジャンバを敵役とすることで物語に個人的なつながりを持たせたと語っている。また、「テーマを体現する人物を敵役に据えることが効果的であり、単に“悪のボス”がレーザーを撃ってくるだけではない方向性を目指した」としている。

### 撮影
監督のディーン・フライシャー・キャンプによると、製作チームは本作を全編ハワイで撮影することに強くこだわったという。フライシャー・キャンプは「それに代わるものが実質的に存在しない」と語り、その理由を「つまらない制作上の事情」としながらも、撮影はカウアイ島ではなくオアフ島で行われたことを明かしている。
主要撮影は当初、2023年3月13日にハワイ州オアフ島で開始し、6月16日に終了する予定だったが、撮影初日は延期され、実際には4月17日から撮影が始まった。。
2023年4月16日夜、オアフ島ハレイワの撮影ベースキャンプに設置されたトレーラーが火災に見舞われ、約20万ドルの損害が発生した。トレーラー内には撮影初日から3週間分に使用される予定だった衣装が保管されていた。火災は現地時間の午後11時前に発生し、翌日午前1時までに鎮火された。人的被害は報告されていないものの、撮影開始は無期限に延期された。ホノルル警察署はこの火災を第一級放火事件として捜査を開始した。
その後、2023年5月1日までには撮影が開始され、カラニアナオレ・ハイウェイの一部が封鎖されたことが報告されている。
ペレカイ家のセットは、クアロア・ランチ内の牧場管理者が住む区域に一時的に建設されたもの。劇中に登場するルアウ会場「ジミーズ・ルアウ」は、実在する「ジャーメインズ・ルアウ」を改装したものである。また、架空の「フウマルヒア・リゾート＆スパ」は、ザ・カハラ・ホテル&リゾートで撮影された。
撮影は2023年7月、全米映画俳優組合（SAG-AFTRA）によるストライキの影響で一時中断された。その後、2024年2月に再開され、同年3月上旬にクランクアップを迎えた。

### 視覚効果とデザイン
視覚効果は、ディズニー傘下のインダストリアル・ライト＆マジック（ILM）が手がけた。そのほか、ルマ・ピクチャーズ、ムービング・ピクチャー・カンパニー、アントールド・スタジオ、クラフティ・エイプス、アトミック・アーツ、カンティーナ・クリエイティブも追加効果を担当した。視覚効果スーパーバイザーはクレイグ・ハマックが務めた。
撮影初期段階では、まだキャスティングされていなかったリロ役の子役と、CGで描かれるスティッチとの画面上の相性を高めるため、ILMは撮影現場にスティッチの代用としてアニマトロニクス・パペットを使用することを決定した。これらのパペットはレガシー・エフェクツによって制作され、水中シーン用を含む複数のバージョンが用意された。完成版の映画にはこれらのパペットは登場しないが、俳優が感情的に反応しやすいよう、物理的な演技の相手として使用された。これは、俳優が想像上のキャラクターに反応することで演技が「平板」になるリスクを避けるための工夫だった。
レガシー・エフェクツは、操演担当としてセス・ヘイズをハワイに派遣し、撮影現場でパペット操作を行った。また、リロがスティッチを犬と勘違いする初期のシーンでは、フレンチ・ブルドッグの「デイル」がスティッチ役の代役を務めた。撮影後のポストプロダクションにおいて、これらのパペットや犬による代役部分は、ILMによってCGのスティッチに置き換えられた。

## サウンドトラック
2025年2月3日、ダン・ローマーが本作の音楽を担当することが明らかにされた。サウンドトラックには、オリジナル版で使用された楽曲の大半が含まれている。これには、エルヴィス・プレスリーの「(You're the) Devil in Disguise」「Hound Dog」「Heartbreak Hotel」、およびブルーノ・マーズがプロデュースし、彼の甥であるナイジャ・ミュージックとザイア・リズムが歌唱した「Burning Love」の新カバーバージョンが含まれる。
また、マーク・ケアリイ・ホオマルとカメハメハ・スクールズ・チルドレンズ・コーラス（後者の指揮者であるリネル・K・ブライトは脚本家クリス・ケカニオカラニ・ブライトの母親）が、本作のための新曲「He Lei Pāpahi No Lilo a me Stitch（リロとスティッチに捧げるレイの歌）」を録音した。
『アメリカン・アイドル』シーズン21の優勝者イアム・トンギと同コーラスも、オリジナル楽曲「Hawaiian Roller Coaster Ride」の新バージョンを収録し、2025年5月9日にシングルとしてリリースされた。このバージョンは、同年5月12日に放送された『アメリカン・アイドル』シーズン23でライブ披露された。
アニメ版でも印象的に使用されたリリウオカラニの楽曲「Aloha ʻOe」は、本作でも引き続き使用されており、ナニとリロ役のシドニー・アグドンとマイア・ケアロハによるデュエットとして披露されている。
サウンドトラック・アルバムは2025年5月21日にウォルト・ディズニー・レコードから発売された。また、同年5月23日には、3曲を収録した限定版ピクチャーディスク仕様の10インチ・アナログシングルもリリースされた。

## マーケティング
2024年8月9日、アナハイムで開催されたD23Expoにて、本作に登場する実写版スティッチのデザインが初公開された。このビジュアルに対して、スクリーン・ラントやColliderなどのメディアは好意的な反応を示した。
同年11月8日、ブラジルで行われたD23ブラジルでは、スティッチがレイを首にかけ、ピントの外れたリロを見つめながらベッドの上に立っているスチル写真が公開された。
11月22日には、スティッチの顔を大きくクローズアップしたティザーポスターが発表され、11月25日にはティザートレーラー第1弾が公開された。トレーラーでは、スティッチがビーチでシンデレラ城を模した砂の城を破壊する様子が描かれており、ディズニーのプロダクションロゴをパロディ化した内容となっていた。
11月27日、映画『モアナと伝説の海2』の劇場公開に合わせて、スティッチが『モアナ』シリーズのキャラクター「カカモラ」を口にくわえた姿を描いた新ポスターが公開された。これは、2002年版『リロ・アンド・スティッチ』のマーケティング手法「ディズニー作品への侵入（クロスオーバー）」を踏襲したものである。
12月18日、映画『ライオン・キング:ムファサ』の公開2日前には、新たなクロスオーバーポスターとティザートレーラー第2弾が公開された。これらは、1994年の『ライオン・キング』でのシンバのお披露目シーンを模しており、スティッチが水中用アームフロートをつけ、人間の腕に高く掲げられるも逃げ出して浅瀬に飛び込む様子が描かれている。ポスターでは、ラフィキがスティッチを掲げており、2002年版で制作された「インター・スティッチャル（Inter-Stitch-al）」トレーラーの再現にもなっている。
2025年2月9日、第59回スーパーボウルの放送中に合わせて作られたテレビスポットが公開された。内容は、スティッチがシーザーズ・スーパードーム内をフットボール選手のように駆け回るというもので、試合開始を“妨害”する構成となっていた。この映像は24時間以内に1億7,310万回再生され、ディズニー史上最もデジタル再生数の多い広告となった。
3月12日、オリジナル版の共同監督・脚本家であるクリス・サンダースの63歳の誕生日に合わせて本予告編が公開された。この予告編では、スティッチ以外の主要キャラクターたちも初めて登場した。公開直後、予告編はX（旧Twitter）、YouTube、中国版TikTok「抖音（Douyin）」でそれぞれトレンド1位となった。ディズニーによると、公開24時間で1億5,800万回再生され、実写映画の予告編としては、2019年版『ライオン・キング』のティザー（2億2,460万回）に次いで歴代2位の記録となった。
3月19日には、『白雪姫』（2025年）、『シンデレラ』（2015年）、『美女と野獣』（2017年）、『アラジン』（2019年）といった過去のディズニー実写リメイク作品の重要アイテムをスティッチが台無しにしている様子を描いたパロディポスターが複数公開された。4月3日、CinemaConのディズニーパネルでは、マーベル・スタジオ、20世紀スタジオ、ピクサー・アニメーション・スタジオ、ルーカスフィルムといったディズニー傘下の各映画スタジオの要素をスティッチが混乱させた様子を描いたポスターが披露された。
公開が近づくと、映画館やショッピング施設など複数のロケーションにスティッチのアニマトロニクスが登場するプロモーションも行われた。これには、ポップコーンバケットから飛び出すタイプや、劇中でスティッチがマートルから奪うピンクの電動おもちゃの車を再現したものに“搭乗”するものなどが含まれた。
『ニューヨーク・タイムズ』によれば、本作のマーケティング予算は7,500万ドル以上とされている。

## 公開
2020年11月、『バラエティ』誌および『ハリウッド・リポーター』は、本作が劇場公開されるか、Disney+での配信作品となるかは未定であると報じた。2022年11月には、キャスティング・コールにより本作がDisney+向けのストリーミング配信作品として製作されることが確認された。
しかし、2024年8月には公開形態が変更され、2025年夏に劇場公開されることが発表された。10月には正式な公開日が2025年5月23日に決定された。上映形式には、RealD 3D、ドルビーシネマ、4DXが含まれる。
劇場チェーン各社では特別上映イベントが開催された。AMCシアターズではドルビーシネマでの「リロ＆スティッチ オープニングナイト ファンイベント」、リーガル・シネマズでは4DX形式による「ファンイベント」、シネマーク・シアターズではRealD 3D形式の「スーパーチケットパッケージ」が、それぞれ5月22日18時26分（スティッチの実験番号＝626にちなんだ時間）に実施された。
ワールドプレミアは2025年5月17日、ロサンゼルスのエル・キャピタン劇場で行われた。同会場は2002年公開のオリジナル版『リロ・アンド・スティッチ』のプレミア上映が行われた場所でもある。
本作はモーション・ピクチャー・アソシエーションによってPG（保護者の助言が必要）にレーティングされており、オリジナル版と同じレーティングを持つ初のディズニー実写リメイク作品となった。
日本では2025年3月7日に同年6月6日に公開されることが発表された。ラージフォーマットとして、2D、Dolby Cinema、Dolby Atmos、4DX、MX4D形式で上映された。

## 評価

### 興行収入
2025年6月15日時点で、『リロ＆スティッチ』の全世界興行収入は8億5,840万ドルであり、内訳はアメリカ合衆国およびカナダで3億6,640万ドル、その他の地域で4億9,200万ドルとなっている。
前売券の販売開始後、ファンダンゴ・メディアは本作が2025年におけるPG指定作品として最高の初日販売記録を達成したと報告した。この記録は『マインクラフト/ザ・ムービー』『白雪姫』『ドッグマン』『パディントン 消えた黄金郷の秘密』を上回るものであった。また、ディズニーによる実写リメイク作品としては、『ライオン・キング』（2019年）に次ぐ初日最多前売券販売数となった。
本作は『ミッション:インポッシブル/ファイナル・レコニング』と同時公開され、4日間のメモリアルデー週末におけるアメリカ国内の興行収入は1億6,500万ドルと予測されていた。初日には5,500万ドル（うち木曜夜のプレビュー上映で1,450万ドル）を記録し、予測は1億7,500万～1億8,000万ドルに上方修正された。5月25日には、4日間の興行収入が1億8,300万ドルに達すると見込まれ、『トップガン マーヴェリック』が保持していたメモリアルデー週末公開作品としての最高記録（1億6,000万ドル）を更新する見込みが報じられた。
最終的に、本作は3日間の週末で1億4,600万ドル、4日間で1億8,260万ドルを記録し、同週末の歴代最高記録となった。
公開2週目の興行収入は6,180万ドルで、前週比58%減ながらも首位を維持。3週目も3,240万ドルを記録し、引き続き1位を保持した。4週目には1,550万ドルとなり、新作『ヒックとドラゴン』に首位を明け渡すかたちでランクダウンした。

### 批評家の反応
本作は批評家から賛否両論の評価を受けた。
レビュー集積サイトのRotten Tomatoesでは、200件の批評のうち72%が肯定的な評価を下しており、サイトの総評では「オリジナル作品の愛らしい魅力を再現しつつ、奔放な想像力にはやや及ばないものの、『リロ＆スティッチ』はディズニーのクラシック作品の実写リメイクの中でも良作に位置づけられる」と評されている。
Metacriticでは、39件のレビューに基づき100点中53点を獲得し、「賛否両論または平均的な評価」を示している。
観客による評価では、CinemaScoreによってA+からFまでのスケールで「A」が付けられた（アニメ版と同評価）。PostTrakの調査では、観客の90%が「好意的」と回答し、81%が「ぜひ人に勧めたい」と答えている。
一方で、本作におけるいくつかの改変には批判の声もあった。主なものとしては、プリークリーによる女装の描写の削除、ガントゥの不在、ジャンバが主要な敵役として描かれた点、ナニがリロの後見人の立場を手放す展開などが挙げられる。

## 将来の展開
公開前のインタビューにおいて、監督のディーン・フライシャー・キャンプとプロデューサーのジョナサン・アイリックは、続編についての具体的な計画はなく、まずは本作の公開に集中していると述べた。キャンプは、今後の展開は観客の反応次第であるとしつつ、シリーズの世界観には拡張の余地が多く存在すると語った。アイリックは、劇中に登場する「エンジェル」「ルーベン」「試作品627号（誤って“リロイ”と発言）」などのイースターエッグがその可能性を示唆していると述べている。
2025年6月、キャンプは、単に市場の需要に応えるのではなく、適切なアイデアがあれば続編を手がけたいと語った。また、アニメーションによるスピンオフ作品を、エピソード形式あるいは限定シリーズとして制作する構想にも前向きな姿勢を示している。